# Talmansrunda

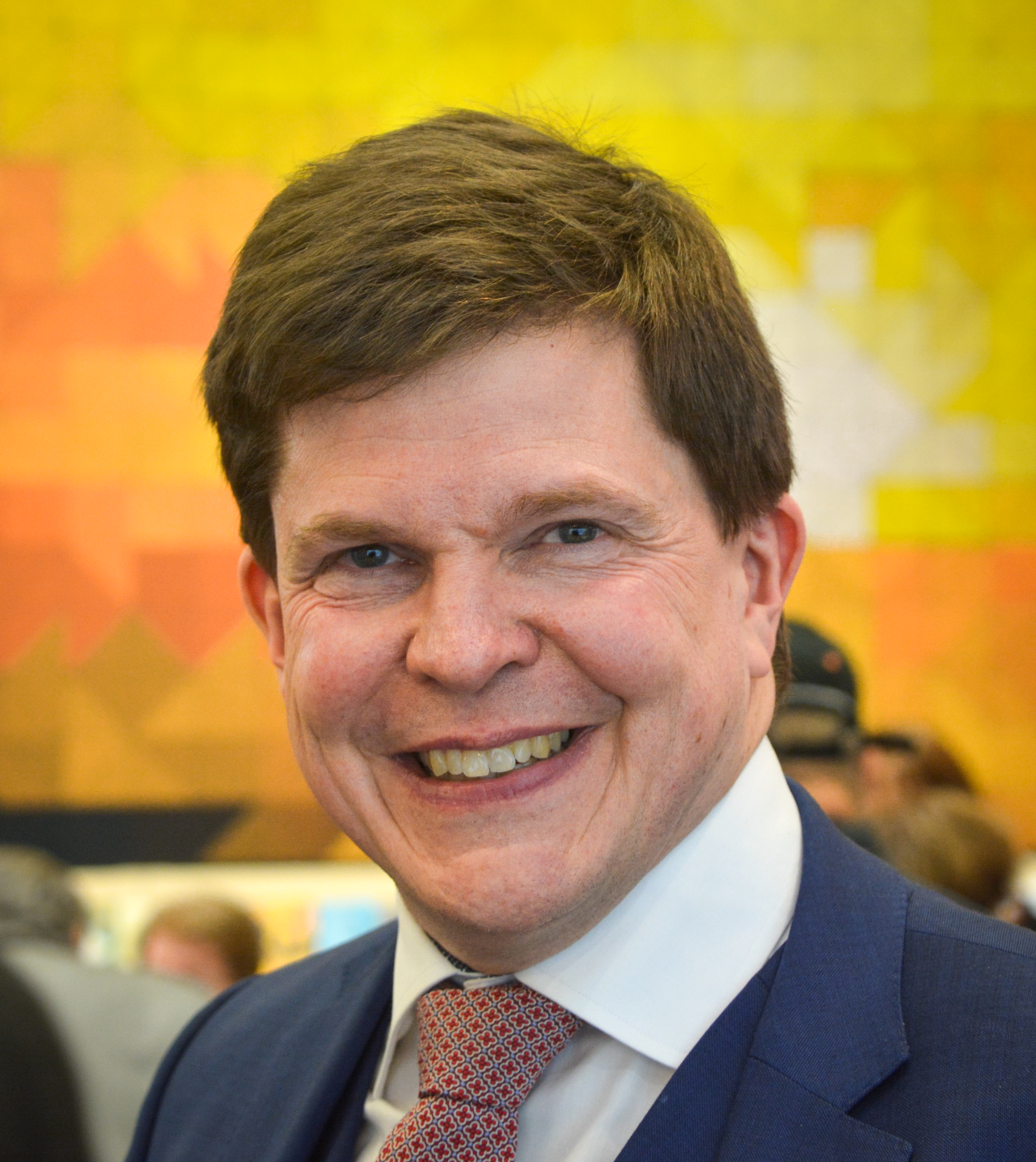
Den svenska riksdagens nuvarande talman, Andreas Norlén (M).

En talmansrunda, benämns även som talmansrundor, innebär att Sveriges riksdags talman ska samråda med företrädare för riksdagens partigrupper om vem som ska väljas till Sveriges statsminister (och därmed leda och utse regeringen), i praktiken är det oftast partiledarna men också gruppledarna. 

## Bakgrund
En talmansrunda kan inledas av talmannen om den sittande statsministern avgår eller förlorar i en statsministeromröstning efter ett riksdagsval har ägt rum. Talmannen genomför talmansrundor och får lägga fram fyra olika statsministerförslag. Om alla förslag blir nedröstade ska ett extra val hållas inom tre månader.
Begreppet talmansrunda har kommit att användas på två olika sätt:
1. Den första omgången samtal som talmannen håller med partiföreträdarna utgör den första talmansrundan, den andra omgången samtal utgör talmansrunda nummer två och så vidare.
2. Den första talmansrundan omfattar alla samtal eller samtalsomgångar som talmannen håller med partiföreträdare innan talmannen lägger fram ett förslag till statsminister. Skulle det första förslaget falla vid riksdagens omröstning påbörjas i så fall talmansrunda nummer två.

Den längsta regeringsbildningsprocessen tog 131 dagar och ägde rum efter riksdagsvalet 2018. Den sittande talmannen, Andreas Norlén sa då att det inte finns någon gräns i författningen hur många talmansrundor som kan genomföras, men talmannen får endast lägga fram fyra förslag till statsminister. Innan det kan talmannen genomföra hur många talmansrundor som helst. Inför de många talmansrundorna efter valet 2018 bjöd Andreas Norlén på fika inför varje samtal, kaffe och småkakor. Dessa fikor blev starkt förknippade med talmannens möten, exempelvis serverade han kaffe och småkakor vid pressmöten under Almedalsveckan året efter, och riksdagens kafé introducerade paketet Talmansrunda på menyn, bestående av tre småkakor.
Talmannen har också relativt fria händer att lägga upp regeringsbildningsprocessen, det finns inget formellt som hindrar talmannen att utse en person utanför riksdagen att sondera förutsättningarna för att bilda regering. Statsministern behöver inte heller vara en riksdagsledamot.